# Kouř (hudební skupina)

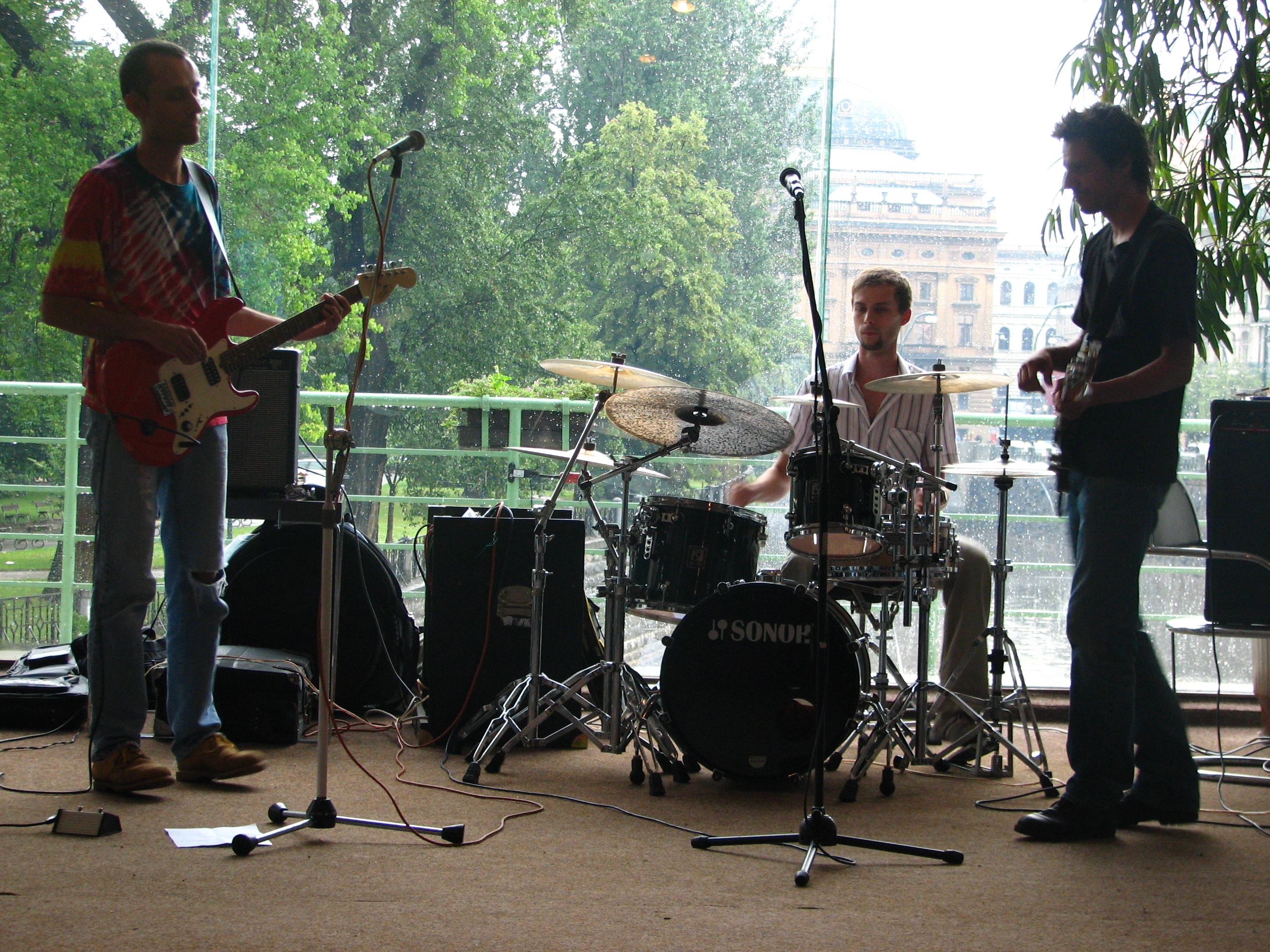
Kapela Kouř v klubu Mánes

Kouř je pražská bluesrocková kapela.
Kouř vznikl v devadesátých letech 20. století v Praze, jako čistě koncertní kapela, ovšem v roce 2006 vydala svou první studiovou desku Dnes v noci....Zpočátku hrála kapela v sestavě Jakub Harmanec (Pavouk) - kytara, zpěv; Roman Casado (Basado) - basová kytara, zpěv; Tomáš Jakl - bicí, ten byl ovšem později vystřídán Ondrou Slukou (Bubeníček), tato změna trvá dodnes. 
Kapela se pravidelně účastní letních hudebních festivalů, namátkou Kunfest (Velký významný festival malých bezvýznamných kapel), Wake Up Fest Znojmo, Slunovrat ad.

## Členové
- Roman Casado – zpěv, baskytara
- Jakub Harmanec – kytara, zpěv
- Ondra Sluka – bicí

## Diskografie
- CD

1. Dnes v noci... (2006)